# Élections sénatoriales de 2023 représentant les Français établis hors de France
Les élections de 2023 des sénateurs représentant les Français établis hors de France sont des élections se déroulant, sous la Cinquième République, le 24 septembre 2023 dans le cadre des élections sénatoriales françaises de 2023.

## Modalités de participation
Les 532 grands électeurs des Français établis hors de France sont appelés afin d'élire pour 6 ans la série 1 de cette circonscription, soit six des douze sénateurs des français de l'étranger, selon un scrutin proportionnel plurinominal. Le scrutin se déroulera le 24 septembre 2023 de 6 h à 15 h (heure de Paris) au siège du ministère de l'Europe et des Affaires étrangères, en présentiel ou par procuration. Les grands électeurs ont pu voter par anticipation le 16 septembre 2023.
Le dépôt de candidatures a été ouvert du 21 août 2023 au 4 septembre 2023,.
Le 9 septembre 2023, un arrêté de la ministre de l'Europe et des affaires étrangères établit la liste officielle des candidats.

## Sénateurs sortants
| Sénateur                                                 | Parti | Parti | Fonctions lors de l'élection en 2017 |
| -------------------------------------------------------- | ----- | ----- | ------------------------------------ |
| Évelyne Renaud-Garabedian                                |       | ASFE  | Cofondatrice de l'ASFE               |
| Damien Regnard                                           |       | LR    | Conseiller à l'AFE                   |
| Joëlle Garriaud-Maylam*                                  |       | LR    | Sénatrice sortante                   |
| Ronan Le Gleut                                           |       | LR    | Conseiller à l’AFE                   |
| Hélène Conway-Mouret                                     |       | PS    | Sénatrice sortante                   |
| Jean-Yves Leconte                                        |       | PS    | Sénateur sortant                     |
| * sénatrice sortante ayant annoncé ne pas se représenter |       |       |                                      |

## Listes et candidats

### Liste «Agir pour les Français·es du Monde - Ecologie, Solidarité, Proximité»
| N° | Candidats                     | Parti/Nuance | Parti/Nuance | Fonction principale                                  |
| -- | ----------------------------- | ------------ | ------------ | ---------------------------------------------------- |
| 1  | Mathilde Ollivier             |              | EELV         | Conseillère à l’AFE                                  |
| 2  | Jean-Yves Leconte             |              | SOC          | Sénateur sortant                                     |
| 3  | Martine Vautrin Djedidi       |              | DVG          | Conseillère consulaire pour la Tunisie et la Libye   |
| 4  | Jean-Baka Domelevo Entfellner |              | EELV         | Conseiller à l’AFE                                   |
| 5  | Catherine Blanche             |              | EELV         | Conseillère consulaire pour le Chili                 |
| 6  | Marc Pajou                    |              | G·s          | Délégué consulaire pour Montréal, Moncton et Halifax |
| 7  | Géraldine Guillemot-Peacock   |              | EELV         | Conseillère à l’AFE                                  |
| 8  | Pierre-Yves Dupuis            |              | EELV         | Conseiller consulaire pour Hong Kong et Macao        |

#### Soutiens
Le parti Europe Écologie Les Verts soutient Mathilde Ollivier pour monter et conduire sa liste.

### Liste «Alliance centriste et indépendants»
| N°                                           | Candidats               | Parti/Nuance | Parti/Nuance | Fonction principale                                    |
| -------------------------------------------- | ----------------------- | ------------ | ------------ | ------------------------------------------------------ |
| 1                                            | Gérard Michon           |              | DVC          | Conseiller des Français de l'étranger pour Los Angeles |
| 2                                            | Marie-Hélène Poudevigne |              | DVC          |                                                        |
| 3                                            | Jacques Marie           |              | DVC          |                                                        |
| 4                                            | Régina Ducellier        |              | DVC          |                                                        |
| 5                                            | Jacques Palmieri        |              | DVC          |                                                        |
| 6                                            | Marie-Carole de la Cruz |              | DVC          |                                                        |
| 7                                            | Michel Katz             |              | DVC          |                                                        |
| 8                                            | Jeanine de Feydeau      |              | DVC          |                                                        |
| Les informations manquantes sont à compléter |                         |              |              |                                                        |

#### Soutiens
Gérard Michon a reçu l'investiture de l'Alliance Centriste.

### Liste «ASFE 2023 - LA VOIX DES FRANÇAIS DE L'ÉTRANGER»
| N° | Candidats                 | Parti/Nuance | Parti/Nuance | Fonction principale                                       |
| -- | ------------------------- | ------------ | ------------ | --------------------------------------------------------- |
| 1  | Évelyne Renaud-Garabedian |              | ASFE         | Sénatrice sortante                                        |
| 2  | Jean-Luc Ruelle           |              | ASFE         | Conseiller à l’AFE                                        |
| 3  | Sarah Cacoub              |              | ASFE         | Collaboratrice parlementaire de Evelyne Renaud-Garabedian |
| 4  | Karim Dendène             |              | ASFE         | Conseiller à l’AFE                                        |
| 5  | Annie Rea                 |              | ASFE         | Conseillère à l’AFE                                       |
| 6  | Pierre Leducq             |              | ASFE         | Conseiller à l’AFE                                        |
| 7  | Mylène Audirac            |              | ASFE         | Déléguée consulaire pour le Mexique                       |
| 8  | Alaric Bourgoin           |              | ASFE         | Conseiller consulaire pour Montréal                       |

### Liste «Avec vous et pour vous, sur le terrain, au service des Français»
| N°                                           | Candidats           | Parti/Nuance | Parti/Nuance | Fonction principale                                        |
| -------------------------------------------- | ------------------- | ------------ | ------------ | ---------------------------------------------------------- |
| 1                                            | Franck Barthelemy   |              | DVC          | Conseiller à l'AFE                                         |
| 2                                            | Zaïda Slaiman       |              | DVC          | Conseillère des Français de l'étranger pour le Koweit      |
| 3                                            | Guillaume Nassif    |              | DVC          |                                                            |
| 4                                            | Hanieh Delecroix    |              | DVC          |                                                            |
| 5                                            | Julien Provenzano   |              | DIV          | Conseiller des Français de l'étranger pour la Corée du Sud |
| 6                                            | Juliette Ghatradyal |              | DIV          |                                                            |
| 7                                            | Karim Noui          |              | DVC          |                                                            |
| 8                                            | Laurence Guerrieri  |              | DIV          |                                                            |
| Les informations manquantes sont à compléter |                     |              |              |                                                            |

### Liste «DÉMOCRATES ET PROGRESSISTES!»
| N° | Candidats          | Parti/Nuance | Parti/Nuance | Fonction principale                                                |
| -- | ------------------ | ------------ | ------------ | ------------------------------------------------------------------ |
| 1  | Sophie Suberville  |              | DVC          | Conseillère consulaire pour San Francisco                          |
| 2  | Jean-Hervé Fraslin |              | MoDem        | Conseiller à l’AFE                                                 |
| 3  | Odile Avezou       |              | RE           | Conseillère consulaire pour la Suisse et le Liechtenstein          |
| 4  | Bruno Pludermacher |              | RE           | Conseiller à l’AFE                                                 |
| 5  | Belma Yebka        |              | RE           | Conseillère consulaire pour Singapour                              |
| 6  | Fabrice Tressard   |              | MoDem        | Conseiller consulaire pour l'Autriche, la Slovaquie et la Slovénie |
| 7  | Anne Boulo         |              | TdP          | Conseillère consulaire pour le Congo                               |
| 8  | Nicolas Lang       |              | RE           | Conseiller consulaire pour la Suisse et le Liechtenstein           |

#### Soutiens
Le Mouvement démocrate soutient cette liste.

### Liste «Élus à part entière - Majorité sénatoriale»
| N°                                           | Candidats          | Parti/Nuance | Parti/Nuance | Fonction principale                         |
| -------------------------------------------- | ------------------ | ------------ | ------------ | ------------------------------------------- |
| 1                                            | Ronan Le Gleut     |              | LR           | Sénateur sortant                            |
| 2                                            | Sandrine Hulot     |              | LR           | Conseillère à l’AFE                         |
| 3                                            | Laurent Rigaud     |              | LR           | Conseiller à l’AFE                          |
| 4                                            | Martine Voron      |              | LR           | Conseillère consulaire pour le Burkina Faso |
| 5                                            | Bertrand Dupont    |              | LR           | Conseiller consulaire pour São Paulo        |
| 6                                            | Christine Leleux   |              | LR           | Déléguée consulaire pour Londres            |
| 7                                            | Christophe Lejeune |              | LR           | Conseiller à l’AFE                          |
| 8                                            | Michèle Malivel    |              | DVD          | Conseillère à l’AFE                         |
| Les informations manquantes sont à compléter |                    |              |              |                                             |

#### Soutiens
Le président du Sénat, Gérard Larcher, soutient cette liste.

### Liste «ENGAGÉS AVEC VOUS POUR UNE UNION SOCIALE ÉCOLOGISTE ET SOLIDAIRE»
| N°                                           | Candidats            | Parti/Nuance | Parti/Nuance | Fonction principale                                |
| -------------------------------------------- | -------------------- | ------------ | ------------ | -------------------------------------------------- |
| 1                                            | Hélène Conway-Mouret |              | SOC          | Sénatrice sortante                                 |
| 2                                            | Baptiste Heintz      |              | SOC          | Conseiller à l’AFE                                 |
| 3                                            | Cécile Lavergne      |              | EELV         | Conseillère à l’AFE                                |
| 4                                            | Abdelghani Youmni    |              | DVG          | Conseiller à l'AFE                                 |
| 5                                            | Anna Fatoumata Maïga |              | DVG          | Conseillère consulaire pour le Mali                |
| 6                                            | Franck Pajot         |              | DVG          | Conseiller consulaire pour la Chine et la Mongolie |
| 7                                            | Chantal Samuel-David |              | DVG          | Conseillère consulaire pour l'Inde                 |
| 8                                            | Olivier Spiesser     |              | DVG          | Conseiller à l'AFE                                 |
| Les informations manquantes sont à compléter |                      |              |              |                                                    |

### Liste «Les Pieds sur Terre: pragmatiques, utiles et indépendants»
| N°                                           | Candidats              | Parti/Nuance | Parti/Nuance | Fonction principale |
| -------------------------------------------- | ---------------------- | ------------ | ------------ | ------------------- |
| 1                                            | Hélène Degryse         |              | DVC          | Présidente de l’AFE |
| 2                                            | Hugues Le Cardinal     |              | DVC          | Conseiller à l’AFE  |
| 3                                            | Francine Watkins       |              | DVC          | Conseillère à l’AFE |
| 4                                            | Olivier Bertin         |              | DVC          | Conseiller à l’AFE  |
| 5                                            | Elise Leger            |              | DVC          | Conseillère à l’AFE |
| 6                                            | Stanislas Orand        |              | DVC          |                     |
| 7                                            | Cylia Rousset          |              | DVC          |                     |
| 8                                            | Ruben Mohedano-Brèthes |              | DVC          |                     |
| Les informations manquantes sont à compléter |                        |              |              |                     |

### Liste «LES VOIX ÉCOLOGISTES»
| N°                                           | Candidats          | Parti/Nuance | Parti/Nuance | Fonction principale |
| -------------------------------------------- | ------------------ | ------------ | ------------ | ------------------- |
| 1                                            | Thiaba Bruni       |              | Cap21-LRC    |                     |
| 2                                            | Laurent Romary     |              | Volt         |                     |
| 3                                            | Armelle Maguer     |              | Volt         |                     |
| 4                                            | Amyn Alibay        |              | DIV          |                     |
| 5                                            | Linda Bouifrou     |              | DIV          |                     |
| 6                                            | Thierry Deneuve    |              | Cap21-LRC    |                     |
| 7                                            | Marie-Josée Mabasi |              | ECO          |                     |
| 8                                            | Tony Toutain       |              | DIV          |                     |
| Les informations manquantes sont à compléter |                    |              |              |                     |

#### Soutiens
Corinne Lepage, ancienne ministre de l'environnement, soutient Thiaba Bruni. Les partis Cap21 et Volt la soutiennent également.

### Liste «Libres et Indépendants 2023»
| N°                                           | Candidats                | Parti/Nuance, | Parti/Nuance, | Fonction principale    |
| -------------------------------------------- | ------------------------ | ------------- | ------------- | ---------------------- |
| 1                                            | Olivia Richard           |               | DVC           |                        |
| 2                                            | Benoît Mayrand           |               | HOR           | Conseiller à l’AFE     |
| 3                                            | Nadia Chaaya             |               | DVC           | Conseillère à l’AFE    |
| 4                                            | Benoît Larrouquis        |               | DVC           | Conseiller consulaire  |
| 5                                            | Catherine Tribouart-Rota |               | DVC           | Conseillère consulaire |
| 6                                            | Nicolas Brehm            |               | DVC           | Conseiller consulaire  |
| 7                                            | Laurence Helaili-Chapuis |               | DVC           | Conseillère à l’AFE    |
| 8                                            | Thierry Consigny         |               | DVC           | Conseiller à l’AFE     |
| Les informations manquantes sont à compléter |                          |               |               |                        |

### Liste «La liste d’alliance des droites, des patriotes et des indépendants pour les Citoyens Français de l’Étranger»
| N°                                           | Candidats                | Parti/Nuance | Parti/Nuance | Fonction principale |
| -------------------------------------------- | ------------------------ | ------------ | ------------ | ------------------- |
| 1                                            | Alain Ouelhadj           |              | REC          |                     |
| 2                                            | Anne-Catherine Girard    |              | VIA          |                     |
| 3                                            | Stéphane Lebrave         |              | MC           |                     |
| 4                                            | Alexandra de Lesquen     |              | REC          |                     |
| 5                                            | André Chouck             |              | REC          |                     |
| 6                                            | Anne de Boyer d'Éguilles |              | REC          |                     |
| 7                                            | Emmanuel Marchat         |              | REC          |                     |
| 8                                            | Sophie Loobuyck          |              | REC          |                     |
| Les informations manquantes sont à compléter |                          |              |              |                     |

#### Soutiens
La liste est soutenue par Reconquête.

### Liste «LISTE DU RASSEMBLEMENT NATIONAL POUR MIEUX DÉFENDRE LES FRANÇAIS DE L'ÉTRANGER»
| N°                                           | Candidats                       | Parti/Nuance | Parti/Nuance | Fonction principale                                    |
| -------------------------------------------- | ------------------------------- | ------------ | ------------ | ------------------------------------------------------ |
| 1                                            | Pierre Brochet                  |              | RN           |                                                        |
| 2                                            | Victoria de Vigneral            |              | RN           | Conseillère régionale du Pays de la Loire              |
| 3                                            | Éric Miné                       |              | RN           | Conseiller consulaire pour la Thaïlande et la Birmanie |
| 4                                            | Claudie Gaudereault             |              | RN           |                                                        |
| 5                                            | Olivier Burlotte                |              | RN           | Conseiller consulaire pour la Russie et la Biélorussie |
| 6                                            | Marianna Rocher                 |              | RN           |                                                        |
| 7                                            | Marlon Vandamme                 |              | RN           |                                                        |
| 8                                            | Marine de Treourret de Kerstrat |              | RN           |                                                        |
| Les informations manquantes sont à compléter |                                 |              |              |                                                        |

#### Soutiens
Le Rassemblement national soutient cette liste.

### Liste «Majorité présidentielle et indépendants pour les Français de l'étranger»
| N° | Candidats        | Parti/Nuance | Parti/Nuance | Fonction principale    |
| -- | ---------------- | ------------ | ------------ | ---------------------- |
| 1  | Thierry Masson   |              | RE           | Conseiller à l’AFE     |
| 2  | Cynthia Hajjar   |              | HOR          | Conseillère consulaire |
| 3  | David Franck     |              | RE           | Conseiller consulaire  |
| 4  | Patricia Connell |              | RE           | Conseiller à l’AFE     |
| 5  | Ludovic Bodin    |              | RE           | Conseiller consulaire  |
| 6  | Noémie Green     |              | RE           | Conseillère consulaire |
| 7  | Bruno Martinato  |              | RE           | Conseiller consulaire  |
| 8  | Rola Assi        |              | RE           | Conseillère consulaire |

#### Soutiens
Cette liste est soutenue par Renaissance.

### Liste «RENOUVEAU: L'UNION DES DROITES, DES PATRIOTES, ET DES INDÉPENDANTS»
| N°                                           | Candidats                 | Parti/Nuance | Parti/Nuance | Fonction principale                           |
| -------------------------------------------- | ------------------------- | ------------ | ------------ | --------------------------------------------- |
| 1                                            | Marc Guyon                |              | EXD          | Conseiller consulaire pour Hong Kong et Macao |
| 2                                            | Marie-Anne Rumeau         |              | DIV          |                                               |
| 3                                            | Johan Lequien             |              | DIV          |                                               |
| 4                                            | Stéphanie Ifrah           |              | DIV          |                                               |
| 5                                            | Julien Servelle           |              | EXD          |                                               |
| 6                                            | Françoise Crochet-Griffin |              | DIV          |                                               |
| 7                                            | Sylvain Edouard Nau       |              | DIV          |                                               |
| 8                                            | Monique Auroy             |              | DIV          |                                               |
| Les informations manquantes sont à compléter |                           |              |              |                                               |

### Liste «SERVIR ENSEMBLE LES FRANÇAIS DE L'ÉTRANGER»
Le 24 juillet 2023, Damien Regnard annonce dans une vidéo postée sur sa chaine YouTube sa candidature, entouré de Laurence Huret et Nicolas de Ziegler. Il annonce le 28 juillet sur X (anciennement Twitter) que Régine Mazloum-Martin rejoint sa liste, puis fait de même avec Avraham Benhaïm le 7 août 2023.
| N°                                           | Candidats               | Parti/Nuance | Parti/Nuance | Fonction principale                                          |
| -------------------------------------------- | ----------------------- | ------------ | ------------ | ------------------------------------------------------------ |
| 1                                            | Damien Regnard          |              | LR           | Sénateur sortant                                             |
| 2                                            | Laurence Huret          |              | DVD          | Conseillère consulaire pour Singapour                        |
| 3                                            | Nicolas de Ziegler      |              | LR           | Conseiller consulaire pour la Suisse et le Liechtenstein     |
| 4                                            | Régine Mazloum-Martin   |              | LR           | Conseillère consulaire pour la Suisse et le Liechtenstein    |
| 5                                            | Avraham Benhaïm         |              | DVD          | Conseiller à l’AFE                                           |
| 6                                            | Régine Guillermin Prato |              | DVD          |                                                              |
| 7                                            | Pierre Grosdidier       |              | DVD          | Conseillère consulaire pour Houston                          |
| 8                                            | Chantal Forler          |              | DVD          | Conseillère consulaire pour l'Inde, le Sri Lanka et le Népal |
| Les informations manquantes sont à compléter |                         |              |              |                                                              |

### Liste «UNION POPULAIRE DES FRANÇAIS·ES DE L'ÉTRANGER»
| N°                                           | Candidats              | Parti/Nuance | Parti/Nuance | Fonction principale                    |
| -------------------------------------------- | ---------------------- | ------------ | ------------ | -------------------------------------- |
| 1                                            | Christine Tuaillon     |              | LFI          |                                        |
| 2                                            | Jean-François Deluchey |              | LFI          | Conseiller à l’AFE                     |
| 3                                            | Chantal Moussa         |              | LFI          |                                        |
| 4                                            | Jean-Jacques Grauhar   |              | LFI          |                                        |
| 5                                            | Viviane Sublime        |              | LFI          |                                        |
| 6                                            | Daniel Waide           |              | LFI          | Conseiller consulaire pour la Tanzanie |
| 7                                            | Magali Mangin          |              | LFI          |                                        |
| 8                                            | Denis Glock            |              | LFI          | Conseiller à l’AFE                     |
| Les informations manquantes sont à compléter |                        |              |              |                                        |

#### Soutiens
Christine Tuaillon et Jean-François Deluchey ont le soutien de La France insoumise.

## Résultats
| Tête de liste                                                                                               | Tête de liste             | Liste                            | Voix | %     | Sièges | +/-           |
| --- | ------------------------- | -------------------------------- | ---- | ----- | ------ | ------------- |
| | Évelyne Renaud-Garabedian | Divers droite (ASFE)             | 102  | 19,58 | 2      | 1             |
| ASFE 2023 - La voix des Français de l'étranger                                                              |                           |                                  | 102  | 19,58 | 2      | 1             |
| | Ronan Le Gleut            | Les Républicains                 | 76   | 14,59 | 1      | en stagnation |
| Élus à part entière - Majorité sénatoriale                                                                  |                           |                                  | 76   | 14,59 | 1      | en stagnation |
| | Mathilde Ollivier         | Europe Écologie Les Verts        | 73   | 14,01 | 1      | 1             |
| Agir pour les Français·es du Monde - Ecologie, Solidarité, Proximité                                        |                           |                                  | 73   | 14,01 | 1      | 1             |
| | Hélène Conway-Mouret      | Parti socialiste                 | 72   | 13,82 | 1      | 1             |
| Engagés avec vous pour une Union sociale écologiste et solidaire                                            |                           |                                  | 72   | 13,82 | 1      | 1             |
| | Olivia Richard            | Divers centre                    | 57   | 10,94 | 1      | 1             |
| Libres et Indépendants 2023                                                                                 |                           |                                  | 57   | 10,94 | 1      | 1             |
| | Thierry Masson            | Renaissance                      | 47   | 9,02  | 0      | en stagnation |
| Majorité présidentielle et indépendants pour les Français de l'étranger                                     |                           |                                  | 47   | 9,02  | 0      | en stagnation |
| | Sophie Suberville         | Divers centre (RE - MoDem - TdP) | 40   | 7,68  | 0      | en stagnation |
| Démocrates et progressistes !                                                                               |                           |                                  | 40   | 7,68  | 0      | en stagnation |
| | Christine Tuaillon        | La France insoumise              | 13   | 2,50  | 0      | en stagnation |
| Union populaire des Français.es de l'étranger                                                               |                           |                                  | 13   | 2,50  | 0      | en stagnation |
| | Hélène Degryse            | Divers centre                    | 12   | 2,30  | 0      | en stagnation |
| Les Pieds sur Terre : pragmatiques, utiles et indépendants                                                  |                           |                                  | 12   | 2,30  | 0      | en stagnation |
| | Damien Regnard            | Divers droite                    | 11   | 2,11  | 0      | 1             |
| Servir ensemble les Français de l'étranger                                                                  |                           |                                  | 11   | 2,11  | 0      | 1             |
| | Marc Guyon                | Extrême droite                   | 5    | 0,96  | 0      | en stagnation |
| Renouveau : L'Union des droites, des patriotes et des indépendants                                          |                           |                                  | 5    | 0,96  | 0      | en stagnation |
| | Gérard Michon             | Divers droite                    | 5    | 0,96  | 0      | en stagnation |
| Alliance centriste et indépendants                                                                          |                           |                                  | 5    | 0,96  | 0      | en stagnation |
| | Franck Barthelemy         | Divers centre                    | 4    | 0,77  | 0      | en stagnation |
| Avec vous et pour vous, sur le terrain, au service des Français                                             |                           |                                  | 4    | 0,77  | 0      | en stagnation |
| | Pierre Brochet            | Rassemblement national           | 3    | 0,58  | 0      | en stagnation |
| Liste du Rassemblement national pour mieux défendre les Français de l'étranger                              |                           |                                  | 3    | 0,58  | 0      | en stagnation |
| | Thiaba Bruni              | Écologiste                       | 1    | 0,19  | 0      | en stagnation |
| Les voix écologistes                                                                                        |                           |                                  | 1    | 0,19  | 0      | en stagnation |
| | Alain Ouelhadj            | Extrême droite (R!)              | 0    | 0     | 0      | en stagnation |
| La liste d’alliance des droites, des patriotes et des indépendants pour les citoyens Français de l’étranger |                           |                                  | 0    | 0     | 0      | en stagnation |
| |                           |                                  |      |       |        |               |
| Suffrages exprimés                                                                                          | Suffrages exprimés        | Suffrages exprimés               | 521  | 98,67 |        |               |
| Votes invalide                                                                                              | Votes invalide            | Votes invalide                   | 5    | 0,95  |        |               |
| Votes blancs                                                                                                | Votes blancs              | Votes blancs                     | 2    | 0,38  |        |               |
| Total | Total                     | Total                            | 528  | 100   | 6      | en stagnation |
| Abstention                                                                                                  | Abstention                | Abstention                       | 4    | 0,75  |        |               |
| Inscrits / participation                                                                                    | Inscrits / participation  | Inscrits / participation         | 532  | 99,25 |        |               |

### Sénateurs élus
| Nom | Nom                       | Parti |
| --- | ------------------------- | ----- |
|     | Hélène Conway-Mouret      | PS    |
|     | Ronan Le Gleut            | LR    |
|     | Mathilde Ollivier         | EÉLV  |
|     | Évelyne Renaud-Garabedian | ASFE  |
|     | Jean-Luc Ruelle           | ASFE  |
|     | Olivia Richard            | DVC   |